# Коцка шећера
Шећер у коцкама је рафинирани или кристализовани шећер са сирупом, обликован притиском. То је један од облика у којима се шећер, једна од основних животних намирница, пласира на тржиште. Шећер је у облику коцки почео да се производи половином 19. века. До тада се шећер пласирао на тржиште у облику конусне векне, код нас познате као „глава шећера”.

## Историја
До половине 19. века шећер се на тржиште пласирао тако што се изливао у облик векне, високе и до 1,5 метар, познате као „глава шећера”. Овако изливена „глава шећера” била је изузетно тврда и био је потребан посебан алат како би се од ове купе откинули мањи комади, потребни за свакодневну употребу у домаћинству. Прво би се од векне, као од камена, одломио мањи комад, за шта се најчешће користио чекић. Затим би се тај комад уситњавао специјалним клештима. Ова метода користила се још од средњег века.
- „Глава шећера”
- Прибор за прављење „главе шећера”
- Различита паковања „главе шећера” у Музеју шећера у Берлину
- Справе за ситњење шећера из 19. века
- Клешта за ситњење шећера
- Кутија за чување и сечење шећера

### Прва коцка шећера
Шећер у коцкама осмислио је Јакоб Криштоф Рад (чеш. Jakub Kryštof Rad) у Дачицама у Чешкој 1841. године. Рад је био Аустријанац рођен у Рајнфелдену (данашња Швајцарској), генерални директор локалне рафинерије шећера у Дачицама, који је уз то био и проналазач ентузијаста. Идеју је добио сасвим случајно, када је његова супруга Јулијана Рад повредила прст приликом откидања комада са „главе шећера”. Сличне повреде у то време нису биле нимало ретке, обзиром да је цео поступак био прилично небезбедан. Само три месеца касније Рад је поклонио својој супрузи кутију у којој се налазило 350 лепо поређаних коцкица направљених од шећера произведеног од шећерне репе. Коцкице су биле беле и розе боје. 
Јакоб Кристоф Рад направио је коцке шећера у преси коју је сам конструисао. Он је несушено шећерно брашно, добијен од „главе шећера”, пресовао на месинганој плочи са 400 отвора квадратног облика. После пресовања коцке је остављао око пола дана у комору за сушење, после чега је процес производње коцки шећера био завршен.
Крајем 1842. године затражио је од Судске коморе у Бечу да му се додели посебна права за производњу шећерних коцкица у Дачицама у периоду од пет година. Убрзо му је, 23. јануара 1843. године одобрен царски и краљевски патент. Исте године по први пут су се на тржишту појавиле коцке шећера, пласиране као „чајни шећер” или „бечка коцка шећера” и одмах су постале популарне. Шећерне коцке су продаване за 50 крајцера. Нови облик шећера брзо се проширио Европом. Сваки пакет од 500 грама означен је сликом рафинерије Дачице, а на кутијама је било написано име „Јулиана”, у част Радове жене. Занимљиво је да се и данас у средњој Европи могу нађи лепо запаковане кутија са коцкама шећера које носе име Радове супруге - „Јулијана”. 
Све већа потражња за новим производом захтевала је и нова складишта у Брну, Пешти, Бечу и Лембергу. Рад је продао свој патент у Саксонији, Баварији, Прусији, Швајцарској и Енглеској, а касније и фабрици шећера у Збраславу близу Прага (данас једна од катастарских општина у Прагу). Међутим, крајем прве половине деветнаестог века рафинерија шећера у Дачицама је банкротирала и Рад се у јесен 1846. вратио у Беч. Убрзо након тога производња шећера у коцкама по његовом патенту је престала. Радово име пало је у заборав, а његов проналазак је приписан другим произвођачима шећера. Тридесетих година 20. века ова неправда је исправљена и Јакоб Кристоф Рад је повратио своје место у историју европске индустрије шећера као изумитељ прве коцке шећера у свету.

## Прва машина за прављење шећера у коцкама
Иако је фабрика у Дачицама банкротирала 1852. године, коцке шећера су наставиле да освајају Европу и да се усавршавају. Почетком 20. века париски произвођач хране Еуген Франсоа (фр. Eugène François) конструисао, на темељу Радовог проналаска, машину за механичко сечење и ломљење шећера, јер му се традиционални метод дробљења шећера чинио нехигијенским. Наставио је да усавршава свој проналазак и патентирао га двадесет година касније.
Истовремено је у Белгији сувласник фламанске рафинерије шећера Tirlemontoise Теофил Адан (фр. Théophile Adant) развио турбину за производњу кришки шећера. Процес се заснивао на томе да се пре кристализације шећерна магму сипала у турбину, а чврста, осушену шећерну масу се после тога резала у симетричне коцке, које су паковане у претходно припремљене монтажне кутије тежине 25 килограма. Овај поступак за производњу ливених коцки шећера задржао се до 1940. године и познат је у историји производње шећера као Адан-процес (Adant process).

## Коцка шећера данас
У почетку су се коцке шећера производиле у две величине: дужине три петине палца, што је око 2 центиметра, или половине палца, што је око 1,2 центиметара. Данашње коцке су најчешће димензија 1,6×1,6,x 1,1 центиметар. У ствари, код коцке шећера, геометријски гледано, ради се о једном квадру. Као и у време Јакоба Криштофа Рада и данас се на тржишту могу наћи коцке шећера у разним бојама.
Француски машински инжењер и предузетник Луј Шамброн (фр. Louis Chambon) у свом погону изумео је процес за производњу шећера у коцкама уз помоћ ротационе машине у којој се самлевени и овлажени шећер пресује у жељени облик. Ова метода се користи и данас.
У Србији је шећер у коцкама почео да се производи после Првог светског рата.
Данас је коцкица шећера незамењив додатак чају и кафи.
- Коцке шећера уз традиционални источњачки чај
- Традиционални западњачки прибор за чај - чајник и посуда са коцкама шећера
- Коцке шећера уз Café au Lait
- Коцке шећера уз Café parisien
- Коцке смеђег шећера уз Caffè latte
- Коцке шећера уз турску кафу

## Споменик коцки шећера
У Дачицама постоји споменик подигнут као сећање на првог проналазача технологије прављења шећера у коцкама, а у тамошњем музеју се налази изложбена поставка која подсећа да је баш у том граду направљена прва коцка шећера.

## Занимљивости
- Две коцкице шећера улазе одмах у крвоток и дају осећај ситости. На тај начин могу се избећи обилна преједања.
- Коцкица шећера које се лагано истопи у устима код пушача елиминише укус дима.[8]